# Kike Santander
Kike Santander (* 11. Mai 1960 in Cali, Kolumbien), eigentlich Flavio Enrique Santander Lora, ist ein kolumbianischer Salsamusiker, Komponist, Produzent und Musikunternehmer. Kike Santander gehört zu den bedeutendsten lateinamerikanischen Musikkomponisten, er hat unter anderen mit David Bisbal, Christian Castro, Thalía, Chayanne, Diego Torres, Alejandro Fernández, Olga Tañón, der kolumbianischen Gruppe Bacilos, José Luis «El Puma» Rodríguez und Gloria Estefan zusammengearbeitet. Mehr als 25 seiner Songs erreichten die Chartplatzierungen Top Ten in den Latin Billboard Charts. Mehr als 15 seiner Titel gehören in die Kategorie „Top 100 Most Played Songs“ der BMI Association of Authors and Composers. Seine Songs und Kompositionen wurden weltweit 25 Millionen Mal verkauft.

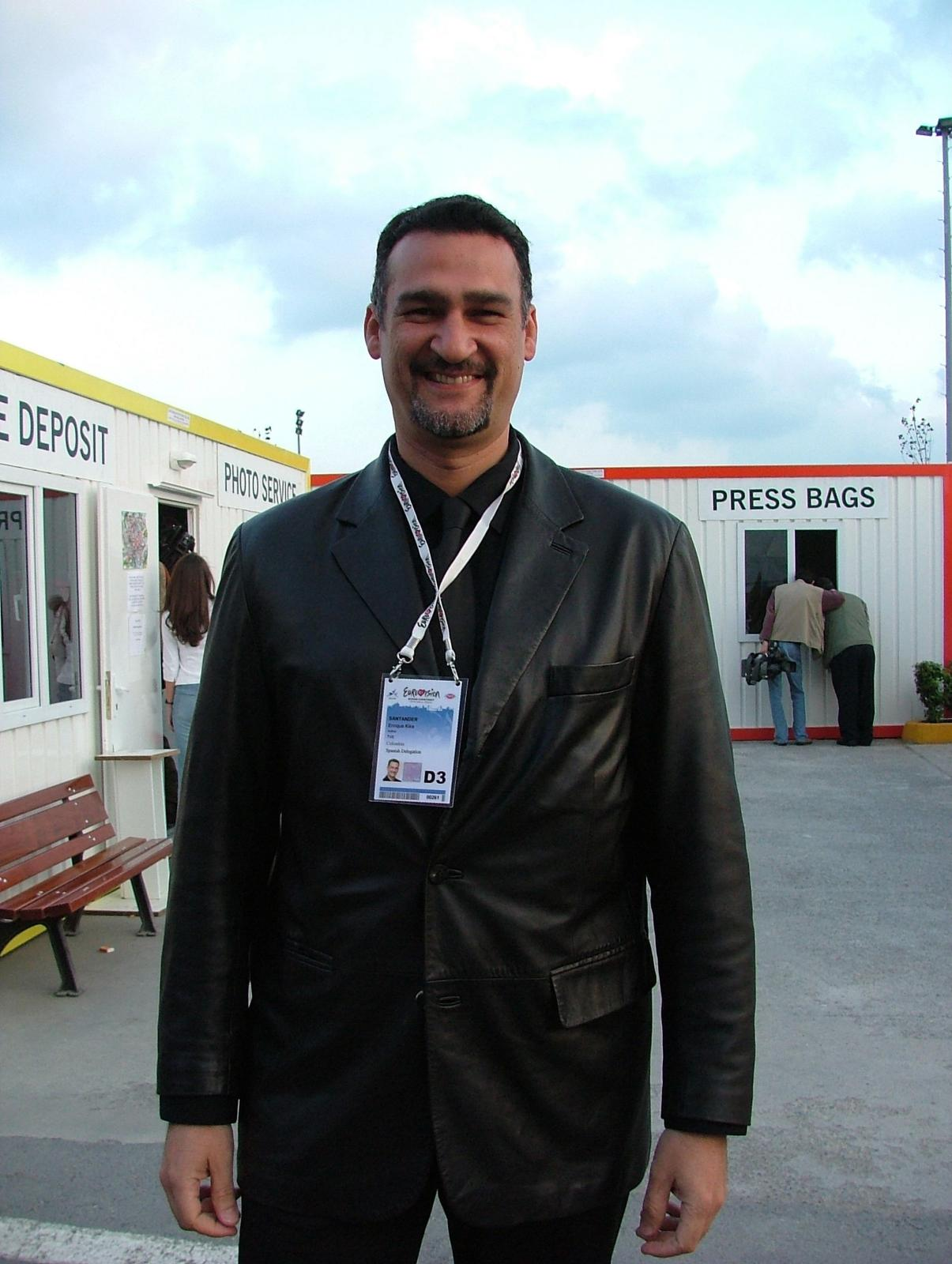
Kike Santander

## Werdegang
Kike Santander wurde in Cali, im Mittelklasse-Wohnviertel La Flora im Norden der Stadt geboren. Er ist der Sohn von Flavio und Judith Santander, sein Vater als Zahnarzt, Dichter und Gitarrist erweckte in Kike bereits früh seine Begeisterung für Musik. Sein Bruder Gustavo Santander wurde Architekt und ebenfalls ein bekannter Komponist. In Cali besuchte er das Colegio San Juan Berchmans, welches er 1977 abschloss. Kike Santander spielte Instrumente wie Accordeon, Gitarre, Klavier und elektrischen Bass. Er studierte Musik am Cali Konservatorium und später Medizin an der Universidad Central del Valle del Cauca, letzteres schloss er mit dem Diplom ab. Ein Jahr lang arbeitete er als praktizierender Arzt, bis er sich entschloss, ganz der musikalischen Karriere zu widmen.
Im Jahre 1987 zog Kike Santander nach Bogotá um und spielte als Bass-Gitarrist in einer Band. In Bogotá lernte er zunächst Bernardo Ossa kennen, für den er Werbe-Jingles produzierte. 1993 begann er seine Karriere als Komponist und Produzent. Für Marcelo Cezan schrieb er seine Hits Una en un millón und Hierba Mojada. Für den Song Boca Dulce Boca von José Luis „El Puma“ Rodríguez erhielt er seine erste BMI-Auszeichnung. 1995 produzierte er für Emilio und Gloria Estefan ein Weihnachtsalbum, das für die kubanische Sängerin ihr bis dahin größter Erfolg wurde. Somit machte sich Kike Santander einen Namen als Songwriter, Produzent und Geschäftsmann in Miami, Florida. 1997 gründete er seine eigene Produktionsfirma Santander Music Group. Kike Santander gewann eine Vielzahl von Preisen wie zum Beispiel der Grammy Award, der Billboard Lo Nuestro Awards, Premio TV y Novelas, El Heraldo, und Auszeichnungen der BMI. Mit Gloria Estefans Album Abriendo Puertas erhielt er 1997 den Titel Latin Grammy for Best Tropical Album. Für den Song Me Estoy Enamorando von Alejandro Fernández, der weltweit drei Millionen Mal verkauft wurde, wurde er für den Grammy vorgeschlagen.
Aus dem Nischenmarkt der mexikanischen Rancheramusik wurde ein Breitenprodukt des Latin Pop. Mit Mi Verdad ebenfalls von Fernández erhielt Santander seine zweite Grammynominierung und für Si tú supieras die Auszeichnung Best Latin Song. Für die Songs Perdidos En La Noche, Por Ti Yo Iré, Que No Me Pierda, Quisiera, Si Tu Te Vas und Soy De La Gente von Diego Torres erhielt Kike Santander außer dem Latin Grammy Award die Auszeichnung Producer of the Year. Santander arbeitete mit weiteren Künstlern wie Giselle, Chayanne, Amaury Gutierrez, Illegal, Jaime Camil und Cristian Castro zusammen, welche ebenfalls hohe Chartplatzierungen erreichten. Kike Santander wurde Vorsitzender des Board of the Latin Grammy Academy, der Latin Academy of Recording Arts & Sciences und involvierte sich in der Talentshow Operación Triunfo.
2001 verklagte Kike Santander Emilio Estefan auf Vertragsbruch, da bestimmte Leistungszahlungen nicht erfolgten. Damit endete die sechs Jahre lange erfolgreiche Geschäftsbeziehung mit Emilio und seiner Frau, der Sängerin Gloria Estefan.
Im Jahre 2002 produzierte Santander das Album Corazón Latino, welches David Bisbal zu einem der erfolgreichsten Sänger Spaniens machte. Zusammen mit dem Salsamusiker Gilberto Santa Rosa produzierte er Por mas que intento und mit Olga Tañón Tú no Podrás, welche im Billboard Magazin sehr erfolgreich waren.
2005 zog Santander nach Barcelona, Spanien, um und gründete dort BATUKA, eine Fitnessmethode, kombiniert aus Tanz und Ernährung. Innerhalb von 16 Monaten verkaufte Santander 1,5 Millionen Batuka-CDs. Die Batuka-Philosophie expandierte von Spanien nach Italien, Deutschland und Frankreich.
2007 wurde Kike Santander erneut „Best Songwriter of the Year“. Mit Mark Portmann gründete er eine Firma für die Produktion von Musik für Film und Fernsehen und 2008 erschien seine Autobiografie Por amor a la música. 2010 gründete Santander das Plattenlabel Santander Records, welches sich schwerpunktmäßig auf mexikanische Musik konzentrierte. Zu seinen bekanntesten Songs, die er geschrieben und produziert hat, gehören Let’s Get Loud von Jennifer Lopez, Abriendo Puertas von Gloria Estefan, Me Estoy Enamorando von Alejandro Fernández, Mi Vida Sin Tu Amor von Cristian Castro und Premonición von David Bisbal, sowie zahlreiche andere Titel von Thalía, Natalia Oreiro, Giselle, Edith Márquez, Luis Miguel und Soledad Pastorutti. 2004 schrieb er den Song für den spanischen Beitrag auf dem Eurovision Song Contest.

## Privates
Kike Santander übte in seinem Leben eine Vielzahl an Jobs und Tätigkeiten aus. Noch während des Medizinstudiums eröffnete er zusammen mit seinem Bruder ein Geschäft zum Vertrieb von Speisefisch und Meeresfrüchten. Es folgten weitere Unternehmungen mit dem Verkauf von Zahnpasta, Wurst und Plastikpuppen, welche alle scheiterten. Gustavo und Kike verloren dabei einen beträchtlichen Geldbetrag, den sie von ihren Eltern erhalten hatten, und ihr erstes Haus. Kike Santander ist zum zweiten Mal verheiratet. Mit seiner paraguayischen Frau Adriana López, deren Tochter Andrea aus einer anderen Ehe stammt, hat er zwei Söhne: Sebastián und Alejandro. 2004 erhielt Kike Santander die US-Staatsbürgerschaft. Seit 2010 lebt er mit seiner Familie in Huntington Park, Kalifornien.